# SimLife
SimLife est un jeu vidéo de simulation de vie développé et édité par Maxis en 1992 sur DOS, Windows, Mac et Amiga.

## Système de jeu
Le principe du jeu est de bâtir un écosystème.

## Accueil
Computer Gaming World a encensé le jeu en 1993 « en comblant soigneusement l'écart entre le divertissement et l'éducation, SimLife met la passion de la science de la génétique à la portée de toute personne intéressée par le sujet » .